# Mistrzostwa Świata w Wioślarstwie 2017
47. Mistrzostwa Świata w Wioślarstwie odbyły się między 24 września a 1 października 2017 roku w amerykańskiej Sarasocie. Mistrzostwa zostały zorganizowane przez Międzynarodową Federację Wioślarską.

## Medaliści
Konkurencja nieolimpijska

### Mężczyźni
| Konkurencja                              | Złoto | Srebro | Brąz | Wyniki |
| M1x (jedynka)                            | Ondřej Synek | Ángel Fournier | Tom Barras | [ 3 ]  |
| LM1x (jedynka wagi lekkiej)              | Paul O’Donovan | Matthew Dunham | Kristoffer Brun | [ 4 ]  |
| M2x (dwójka podwójna)                    | Nowa Zelandia John Storey Chris Harris | Polska Mirosław Ziętarski Mateusz Biskup | Włochy Filippo Mondelli Luca Rambaldi | [ 5 ]  |
| LM2x (dwójka podwójna wagi lekkiej)      | Francja Pierre Houin Jérémie Azou | Włochy Stefano Oppo Pietro Ruta | Chiny Sun Man Fan Junjie | [ 6 ]  |
| M2- (dwójka bez sternika)                | Włochy Matteo Lodo Giuseppe Vicino | Chorwacja Martin Sinković Valent Sinković | Nowa Zelandia Tom Murray James Hunter | [ 7 ]  |
| LM2- (dwójka bez sternika wagi lekkiej)  | Irlandia Mark O’Donovan Shane O’Driscoll | Włochy Giuseppe Di Mare Alfonso Scalzone | Brazylia Xavier Vela Willian Giaretton | [ 8 ]  |
| M2+ (dwójka ze sternikiem)               | Węgry Adrián Juhász Béla Simon Andrea Vanda Kolláth | Australia Darcy Wruck Angus Widdicombe James Rook | Niemcy Malte Grossmann Finn Schröder Jonas Wiesen                                                                                          | [ 9 ]  |
| M4x (czwórka podwójna)                   | Litwa Dovydas Nemeravičius Martynas Džiaugys Rolandas Maščinskas Aurimas Adomavičius                                                                     | Wielka Brytania Jack Beaumont Jonathan Walton John Collins Graeme Thomas                                                                                  | Estonia Kaur Kuslap Allar Raja Tõnu Endrekson Kaspar Taimsoo                                                                               | [ 10 ] |
| LM4x (czwórka podwójna wagi lekkiej)     | Francja François Teroin Damien Piqueras Maxime Demontfaucon Stany Delayre                                                                                | Wielka Brytania Edward Fisher Zak Lee-Green Peter Chambers Gavin Horsburgh                                                                                | Grecja Ninos Nikolaidis Panagiotis Magdanis Spyridon Giannaros Eleftherios Konsolas                                                        | [ 11 ] |
| M4- (czwórka bez sternika)               | Australia Joshua Hicks Spencer Turrin Jack Hargreaves Alexander Hill                                                                                     | Włochy Marco Di Costanzo Giovanni Abagnale Matteo Castaldo Domenico Montrone                                                                              | Wielka Brytania Matthew Rossiter Mohamed Sbihi Matthew Tarrant William Satch                                                               | [ 12 ] |
| LM4- (czwórka bez sternika wagi lekkiej) | Włochy Federico Duchich Leone Barbaro Lorenzo Tedesco Piero Sfiligoi                                                                                     | Rosja Maksim Telitcyn Aleksandr Bogdashin Alexander Czaukin Aleksey Vikulin                                                                               | Niemcy Patrik Stöcker Sven Kessler Jonathan Koch Julius Peschel                                                                            | [ 13 ] |
| M8+ (ósemka)                             | Niemcy Johannes Weissenfeld Hannes Ocik Torben Johannesen Jakob Schneider Malte Jakschik Richard Schimidt Felix Wimberger Maximilian Planer Martin Sauer | Stany Zjednoczone Dariush Aghai Yohann Rigogne Alexander Karwoski Jordan Vanderstoep Thomas Peszek Nicholas Mead Andrew Reed Patrick Eble Julian Venonsky | Włochy Cesare Gabbia Emanuele Liuzzi Luca Parlato Paolo Perino Bruno Rosetti Mario Paonessa Davide Mumolo Leonardo Pietra Enrico D’Aniello | [ 14 ] |

### Kobiety
| Konkurencja                         | Złoto | Srebro | Brąz | Wyniki |
| W1x (jedynka)                       | Jeannine Gmelin | Victoria Thornley | Magdalena Lobnig | [ 15 ] |
| LW1x (jedynka wagi lekkiej)         | Kirsten McCann | Marieke Keijser | Mary Jones | [ 16 ] |
| W2x (dwójka podwójna)               | Nowa Zelandia Brooke Donoghue Olivia Loe | Stany Zjednoczone Meghan O’Leary Ellen Tomek                                                                                                  | Australia Olympia Aldersey Madeleine Edmunds                                                                                 | [ 17 ] |
| LW2x (dwójka podwójna wagi lekkiej) | Rumunia Ionela-Livia Lehaci Gianina Beleaga | Nowa Zelandia Zoe McBride Jackie Kiddle | Stany Zjednoczone Emily Schmieg Michelle Sechser                                                                             | [ 18 ] |
| W2- (dwójka bez sternika)           | Nowa Zelandia Grace Prendergast Kerri Gowler | Stany Zjednoczone Megan Kalmoe Tracy Eisser                                                                                                   | Dania Hedvig Rasmussen Christina Johansen                                                                                    | [ 19 ] |
| W4x (czwórka podwójna)              | Holandia Inge Janssen Sophie Souwer Olivia van Rooijen Nicole Beukers                                                                                   | Polska Agnieszka Kobus Marta Wieliczko Maria Springwald Katarzyna Zillmann                                                                    | Wielka Brytania Bethany Bryan Mathilda Hodgkinks-Byrne Jess Leyden Holly Nixon                                               | [ 20 ] |
| LW4x (czwórka wagi lekkiej)         | Włochy Asja Maregotto Paola Piazzolla Federica Cesarini Giovanna Schettino                                                                              | Australia Amy James Alice Arch Georgia Miansarow Georgia Nesbitt                                                                              | Chiny Xuan Xulian Shen Ling Pan Dandan Chen Fang                                                                             | [ 21 ] |
| W4- (czwórka bez sterniczki)        | Australia Lucy Stephan Katrina Werry Sarah Hawe Molly Goodman                                                                                           | Polska Monika Ciaciuch Joanna Dittmann Olga Michałkiewicz Maria Wierzbowska                                                                   | Rosja Elena Oriabinskaia Anastasia Tikhanova Ekaterina Potapova Alevtina Savkina                                             | [ 22 ] |
| W8+ (ósemka)                        | Rumunia Ioana Vrinceanu Viviana-Iuliana Bejinariu Mihaela Petrila Denisa Tilvescu Mădălina Bereș Iuliana Popa Adelina Bogus Laura Oprea Daniela Druncea | Kanada Lisa Roman Kristin Bauder Nicole Hare Hillary Janssens Christine Roper Susanne Grainger Jennifer Martins Rebecca Zimmerman Kristen Kit | Nowa Zelandia Ashlee Rowe Ruby Tew Georgia Perry Kelsey Bevan Kelsi Walters Rebecca Scown Lucy Spoors Emma Dyke Sam Bosworth | [ 23 ] |

### Osoby niepełnosprawne
| Konkurencja | Złoto                                                                                   | Srebro                                                                                     | Brąz                                                                                    |
| Konkurencja | Zawodnik                                                                                | Zawodnik                                                                                   | Zawodnik                                                                                |
| ASW1x       | Birgit Skarstein                                                                        | Moran Samuel                                                                               | Sylvia Pille-Steppart                                                                   |
| ASM1x       | Erik Horrie                                                                             | Roman Polianskyi                                                                           | Alexey Chuvashev                                                                        |
| LTAMix2x    | Holandia Annika van der Meer Corne de Koning                                            | Ukraina Iaroslav Koiuda Iryna Kyrychenko                                                   | Polska Michał Gadowski Jolanta Majka                                                    |
| TAMix2x     | Brazylia Diana Barcelos de Oliveira Jairo Klug                                          | Francja Antoine Jesel Guylaine Marchand                                                    | Niemcy Jessica Dietz Valentin Luz                                                       |
| LTAMix4+    | Wielka Brytania Grace Clough Giedre Rakauskaite Oliver Stanhope James Fox Anna Corderoy | Stany Zjednoczone Jaclyn Smith Michael Varro Zachary Burns Danielle Hansen Jennifer Sichel | Włochy Lucilla Aglioti Tommaso Schettino Luca Agoletto Paola Protopapa Gaetano Iannuzzi |

## Klasyfikacja medalowa
| Miejsce | Państwo           | Złoto | Srebro | Brąz | Razem |    |
| ------- | ----------------- | ----- | ------ | ---- | ----- | -- |
| 1.      | Włochy            | 3     | 3      | 3    | 9     |    |
| 2.      | Nowa Zelandia     | 3     | 2      | 2    | 7     |    |
| 3.      | Australia         | 3     | 2      | 1    | 6     |    |
| 4.      | Francja           | 2     | 1      | 0    | 3     |    |
| 4.      | Holandia          | 2     | 1      | 0    | 3     |    |
| 6.      | Irlandia          | 2     | 0      | 0    | 2     |    |
| 6.      | Rumunia           | 2     | 0      | 0    | 2     |    |
| 8.      | Wielka Brytania   | 1     | 1      | 1    | 7     |    |
| 9.      | Niemcy            | 1     | 0      | 4    | 5     |    |
| 10.     | Brazylia          | 1     | 0      | 1    | 2     |    |
| 10.     | Norwegia          | 1     | 0      | 1    | 2     |    |
| 12.     | Czechy            | 1     | 0      | 0    | 1     |    |
| 12.     | Węgry             | 1     | 0      | 0    | 1     |    |
| 12.     | Litwa             | 1     | 0      | 0    | 1     |    |
| 12.     | Południowa Afryka | 1     | 0      | 0    | 1     |    |
| 12.     | Szwajcaria        | 1     | 0      | 0    | 1     |    |
| 17.     | Stany Zjednoczone | 0     | 4      | 2    | 6     |    |
| 18.     | Polska            | 0     | 3      | 1    | 4     |    |
| 19.     | Ukraina           | 0     | 2      | 0    | 2     |    |
| 20.     | Rosja             | 0     | 1      | 2    | 3     |    |
| 21.     | Kanada            | 0     | 1      | 0    | 1     |    |
| 21.     | Chorwacja         | 0     | 1      | 0    | 1     |    |
| 21.     | Kuba              | 0     | 1      | 0    | 1     |    |
| 21.     | Izrael            | 0     | 1      | 0    | 1     |    |
| 25.     | Chiny             | 0     | 0      | 2    | 2     |    |
| 26.     | Austria           | 0     | 0      | 1    | 1     |    |
| 26.     | Dania             | 0     | 0      | 1    | 1     |    |
| 26.     | Estonia           | 0     | 0      | 1    | 1     |    |
| 26.     | Grecja            | 0     | 0      | 1    | 1     |    |
| 26.     | Razem             | Razem | 26     | 26   | 26    | 78 |